# CA Osasuna
Club Atlético Osasuna este un club de fotbal din Pamplona, Spania, care evoluează în Primera División. Osasuna joacă meciurile de acasă pe stadionul El Sadar care are o capacitate de 23,576 de locuri. Cuvântul osasuna înseamnă în limba bască sănătate.

## Lotul actual
La 21 iulie 2025.
| Nr. |        | Poziție | Jucător                        |
| --- | ------ | ------- | ------------------------------ |
| 1   | Spania | P       | Sergio Herrera                 |
| 3   | Spania | F       | Juan Cruz                      |
| 5   | Spania | F       | Jorge Herrando                 |
| 6   | Spania | M       | Lucas Torró (al 3-lea căpitan) |
| 7   | Spania | M       | Jon Moncayola                  |
| 9   | Spania | A       | Raúl García                    |
| 10  | Spania | M       | Aimar Oroz                     |
| 11  | Spania | M       | Kike Barja                     |
| 13  | Spania | P       | Aitor Fernández                |
| 14  | Spania | M       | Rubén García (vice-căpitan)    |

| Nr. |         | Poziție | Jucător          |
| --- | ------- | ------- | ---------------- |
| 16  | Spania  | M       | Moi Gómez        |
| 17  | Croația | A       | Ante Budimir     |
| 18  | Spania  | M       | Iker Muñoz       |
| 19  | Franța  | F       | Valentin Rosier  |
| 21  | Spania  | A       | Víctor Muñoz     |
| 22  | Camerun | F       | Enzo Boyomo      |
| 23  | Spania  | F       | Abel Bretones    |
| 24  | Spania  | F       | Alejandro Catena |
|     | Spania  | A       | Ander Yoldi      |
|     | Spania  | A       | Iker Benito      |